# 德塞申冰川
78°33′S 158°33′E / 78.550°S 158.550°E
德塞申冰川（英語：Deception Glacier）是南極洲的冰川，位於奧次地，流經迴旋鏢山脈和沃倫山脈，最終注入馬洛克冰川，由新西蘭探險隊命名，現時由南極條約體系管理。